# Maizurah Abdul Rahim
Maizurah Abdul Rahim (* 15. April 1999) ist eine bruneiische Sprinterin.

## Karriere
2016 vertrat Rahim ihr Land im 200-Meter-Lauf bei den Olympischen Spielen in Rio de Janeiro. Sie schied dort mit neuer persönlicher Bestleistung von 28,02 s in der Vorrunde aus. Des Weiteren war sie die Flaggenträgerin für Brunei bei der Schlussveranstaltung der Spiele.

## Persönliche Bestzeiten
- 200 m: 28,02 s (+0,1 m/s), 15. August 2016 in Rio de Janeiro